# Рязанцево (Москва)
Ряза́нцево — бывшая деревня в районе Капотня Юго-Восточного административного округа в составе Москвы с 18 августа 1960 года.

## История
На картах деревня числится с XVIII века.
В 1890-х годах в селе Капотня открылась земская школа, в которую ходили жители ближайших деревень: Чагина, Рязанцева и Алексеевки
В 1904 году по окраине Москвы промчался смерч, разрушив деревню.Но вскоре её восстановили.
17 августа 1960 года Рязанцево вошло в состав Москвы и в нем начался снос домов.
В 1979 году последние деревенские дома были снесены.